# Musique (musikalbum)
Musique (skrivet ['mju:zik] på omslaget, som är det engelska uttalet av "music" i det internationella fonetiska alfabetet) är det fjärde studioalbumet med det norska metal-bandet Theatre of Tragedy. Albumet utgavs 2000 av skivbolaget Nuclear Blast.

## Låtlista
1. "Machine" – 4:14
2. "City of Light" – 4:19
3. "Fragment" – 4:00
4. "Musique" – 3:29
5. "Commute" – 5:25
6. "Radio" – 3:39
7. "Image" – 3:09
8. "Crash/Concrete" – 3:21
9. "Retrospect" – 4:03
10. "Reverie" – 5:26
11. "Космическая эра" – 4:16

Bonusspår på digipak-utgåvan
1. "The New Man" – 3:21

- Text och musik: Theatre of Tragedy

## Medverkande
Musiker (Theatre of Tragedy-medlemmar)
- Raymond Istvàn Rohonyi – sång, programmering
- Liv Kristine Espenæs – sång
- Frank Claussen – gitarr
- Hein Frode Hansen – trummor
- Lorentz Aspen – synthesizer

Bidragande musiker
- Erik Andre Rydningen – trummor
- Erik Ljunggren – sampling

Produktion
- Erik Ljunggren – producent, ljudtekniker, ljudmix
- Ulf Holand – ljudtekniker, ljudmix
- Jon Marius Åreskjold – ljudtekniker, ljudmix
- Björn Engelmann– mastering
- Clarissa Jordan – omslagskonst